# Henri LaBorde
Henri LaBorde (San Francisco (California), Estados Unidos, 11 de septiembre de 1909-Portland, 16 de septiembre de 1993) fue un atleta estadounidense, especialista en la prueba de lanzamiento de disco en la que llegó a ser subcampeón olímpico en 1932.

## Carrera deportiva
En los JJ. OO. de Los Ángeles 1932 ganó la medalla de plata en el lanzamiento de disco, llegando hasta los 48.47 metros, siendo superado por su compatriota John Anderson (oro con 49.49 m) y por delante del francés Paul Winter.